# 藤岡通夫
藤岡 通夫（ふじおか みちお、1908年7月31日 - 1988年11月19日）は、日本の建築史家。東南アジア諸国の王宮や日本の城郭などを研究した。東京府出身。父は藤岡作太郎、兄は藤岡由夫。
近世建築史（城郭・住宅建築）研究に業績を残すほか、東洋建築史研究では戦前にアンコールワットを調査し、近年はネパール王宮の建築研究と保存実施への道を拓いた。

## 経歴
関野克は本郷の誠之小学校で同級。太田博太郎は同小学校で4年後輩。松本高等学校理科甲類を経て、1932年旧制東京工業大学建築学科卒業。卒業後同大学助手、同講師を経て1939年助教授。
1938年「天守閣建築概説」を発表。当時建築史学界は文献による実証的な研究が主流であり、遺構の年代や造立事情を文献によってまず明らかにしなければならなく、それを怠った論文は容赦なくその不備を突かれ、抹殺される連命にあった。近世の文献史料は公刊されたものは少なく、未公刊の史料は山のようにあるため、どこから、どんな史料が出て来るか分からなく、個々の天守閣の造立年代を確定することは容易なことではない。しかもそのころ、城戸久が犬山・大垣・彦根・丸岡と、天守の個別的研究を遂次発表している状況下、一挙に概説に突き進み、どんな個別研究が出るか分からない時に、敢然として概説に挑戦した。
1949年「天主閣建築の研究」で東工大工学博士、1951年教授、1969年定年退官、名誉教授。
1941年（昭和16年）にタイ国および仏領インドシナ出張。
戦前にアンコールワットを訪れる等アジア建築にも興味を持っていた。
1969年（昭和44年）から日本工業大学教授、1973年から1977年まで学長（1979退職・名誉教授）。
日本工業大学時代にネパール調査建築調査団を組織し、カトマンズ盆地に3つある王宮の調査を行い、後に報告書を編著として2冊出版した。日本においては文化庁の文化財保護委員会委員なども務めた。
1951年（昭和26年）に宮内庁書陵部文書整理開始。1962年(昭和37年)東京工業大学教員養成所教授兼任（1965年所長）。1965年（昭和40年）文化財専門審議会専門委員（1968文化財保護審議会専門委員）。1969年多摩美術大学建築科で教えた。1970年（昭和45年）東京理工専門学校校長（のち、名誉教授）。1977年（昭和52年）文化財建造物保存技術協会評議員。1978年（昭和53年）ネパール王宮の調査研究（1988年まで）。1979年（昭和54年）藤岡建築研究室ー級建築士事務所開設。
人物は温厚で議論は声を荒げてするようなことはなかったという。議論が堂々めぐりになって収拾がつかなくなる場合、そんなこと、駄目ですよと穏やかな口調ではあったがきっぱり結論したとされ、確固たる学問的信念に基づいていて、反論を許さない厳しさがあったという。
「京都御所」で1956年度日本建築学会賞受賞。1980年4月勲二等瑞宝章受章。

## 作品
- 西南戦争で失われた熊本城や、アメリカ軍の空襲で焼失した和歌山城の外観復元（1958年）を行った。
- 小倉城（1960年）、岩国城、大多喜城、中津城、真城寺（1951年）、熊本城（1960年）、長浜城（1982年）などを設計した。
- コンクリート造の寺院建築作品として、真浄寺本堂（現存、東京都文京区）、威光院本堂、宋雲院本堂、榧寺（現存）、本覚寺本堂（現存）、通覚寺本堂（以上台東区）がある。

## 著書
- 『アンコール・ワット』（彰国社 東亜建築撰書 1943年）
- 『城と城下町』（創元社 1952年）（中央公論美術出版 1988年）
- 『京都御所』（彰国社 1956年)
- 『日本の城』（至文堂 日本歴史新書 1960年）
- 『城 その美と構成』（保育社カラーブックス 1964年）
- 『桂離宮』（中央公論美術出版 1965年）
- 『姫路城』（中央公論美術出版 1965年）
- 『京都御所』（中央公論美術出版 美術文化シリーズ 1967年）
- 『城と書院』(小学館 1968年）
- 『近世建築史論集』（中央公論美術出版 1969年）
- 『書院』第1-2（恒成一訓写真 創元社 1969年）
- 『アンコール・ワット』（恒成一訓写真 毎日新聞社 1970年）
- 『近世の建築』（中央公論美術出版 芸術選書 1971年）
- 『日本の美術 16 城と書院』（小学館 ブック・オブ・ブックス 1971年）
- 『Angkor Wat』（講談社インターナショナル 1972年）
- 『角屋』（写真恒成一訓 毎日新聞社 1973年）
- 『京都御所と仙洞御所』（中央公論美術出版 1974年）
- 『熊本城』（中央公論美術出版 美術文化シリーズ 1976年）
- 『心にのこる建築』（中央公論美術出版 1985年）
- 『ネパール建築逍遥 一本の古柱に歴史と風土を読む』（日本工業大学ネパール建築調査団編 彰国社 1992年）

### 共著編
- 『アンコール遺蹟』（鈴木博高共著 三省堂 1943年）
- 『すみや』（編 彰国社 1955年）
- 『建築史』（渡辺保忠、桐敷真次郎、平井聖、河東義之、齊藤哲也共著 市ヶ谷出版社 1967年）
- 『The Royal Buildings and Buddhist Monasteries of Nepal』(ネパールの王宮と仏教僧院）共著 中央公論美術出版 1985年

## 翻訳
- Japanese Residences and Gardens : a Tradition of Integration. 恒成一訓写真 Translated by H. Mack Horton.講談社インターナショナル、1982年
- Kyoto Country Retreats : the Shugakuin and Katsura Palaces.岡本茂男写真 Translated by Bruce A. Coats.講談社インターナショナル、1983年　Great Japanese art